# Martha Roth
Martha Roth (Padua, 29 de maio de 1932 - Cidade do México, 7 de outubro de 2016 ) foi uma atriz ítalo-mexicana.

## Filmografia

### Cinema
- 2007 Morirse está en hebreo
- 1994 Le pegaron al gordo
- 1994 Suerte en la vida
- 1991 ¿Nos traicionará el presidente?
- 1990 El jardín de la paz
- 1974 La madrecita
- 1972 Los ángeles de la tarde
- 1971 Rosario
- 1960 La llamada de la muerte
- 1960 El renegado blanco
- 1960 Un trío de tres
- 1960 Variedades de medianoche
- 1959 El hombre y el monstruo
- 1959 Las coronelas
- 1959 Cuando se quiere se quiere
- 1958 A media luz los tres
- 1957 Al compás del rock and roll
- 1957 Y si ella volviera
- 1956 Corazón salvaje
- 1956 Massacre
- 1955 El caso de la mujer asesinadita
- 1955 El monstruo en la sombra
- 1954 El pirata negro
- 1954 El jinete
- 1954 Romance de fieras
- 1953 Sucedió en Acapulco
- 1953 Quiéreme porque me muero
- 1952 Se le pasó la mano
- 1952 Rostros olvidados
- 1952 Carne de presidio
- 1952 El derecho de nacer
- 1952 El mar y tú
- 1951 Anillo de compromiso
- 1951 Nunca debieron amarse
- 1951 Una gringuita en México
- 1951 Serenata en Acapulco
- 1950 La ciudad perdida
- 1950 Mi preferida
- 1949 Ventarrón
- 1949 El abandonado
- 1949 No me quieras tanto...
- 1949 El dolor de los hijos
- 1949 Una familia de tantas
- 1948 Ojos de juventud
- 1948 Enrédate y verás

### Televisão
- 2007 Destilando amor .... Dona Pilar Gil de Montalvo
- 2001 La intrusa .... Norma Del Bosque Iturbide
- 2001 El noveno mandamiento .... Eugenia Betancourt D'Anju
- 1999 Mujeres engañadas .... Doña Catalina
- 1998 Gotita de amor .... Dalila
- 1997 Mi pequeña traviesa .... Elena
- 1990 En carne propia .... Leda Dumont
- 1988 El pecado de Oyuki .... Lady Elizabeth Pointer
- 1985 Los años pasan .... Mercedes
- 1984 Eclipse .... Amalia
- 1981 Nosotras las mujeres .... Mónica
- 1979 Añoranza
- 1979 Lágrimas de amor
- 1973 Penthouse
- 1969 De turno con la angustia

## Prêmios e indicações

### Prêmio Ariel
| Ano  | Categoria        | Filme                 | Resultado |
| ---- | ---------------- | --------------------- | --------- |
| 1950 | Atuação feminina | Una familia de tantas | Venceu    |

### Prêmio TVyNovelas
| Ano  | Categoria                | Telenovela         | Resultado |
| ---- | ------------------------ | ------------------ | --------- |
| 2000 | Melhor atriz coadjuvante | Mujeres engañadas  | Venceu    |
| 1989 | Melhor atriz principal   | El pecado de Oyuki | Indicado  |